# Вилар-Формозу
Вилар-Формозу (порт. Vilar Formoso)  —  населённый пункт и район в Португалии,  входит в округ Гуарда. Является составной частью муниципалитета  Алмейда. По старому административному делению входил в провинцию Бейра-Алта. Входит в экономико-статистический  субрегион Бейра-Интериор-Норте, который входит в Центральный регион. Население составляет 2481 человек на 2001 год. Занимает площадь 15,63 км².
Покровителем района считается Иоанн Креститель (порт. São João Batista).